# Kowalsky meg a Vega
Kowalsky meg a Vega és un grup de rock hongarès. El seu estil combina el funk rock amb el rap. El cantant del grup es diu Gyula Balázs «Kowalsky» i «Vega» ret homenatge al personatge Vincent Vega de la pel·lícula Pulp Fiction.

## Discografia
- Pimasz grimasz (2003)
- Vegasztár (2005)
- Forradalom Rt. (2006)
- Szemenszedett igazság (2008)
- Ötcsillagos (2010)
- Évtized lemeze (2012)
- Még nem éden (2014)
- Varázsszavak (2016)
- Kilenc (2017)
- Árnyék és fény (2019)[2]
- Esszencia (2020)